# Подгородинский, Прокопий Николаевич
Прокопий Николаевич Подгородинский (1796—1883/1884) — российский церковно-музыкальный деятель, регент.

## Биография
Родился 1 (12) марта 1796 года в селе Гирбино[уточнить] Ольгопольского уезда Подольской губернии. Отец его был шляхтич и занимался арендой имений. До семи лет жил у отца, но когда в 1803 году пожар истребил всё их имущество, мальчика отправили в Одессу и поместили в хор собора Св. Николая. Вскоре голос его обратил на него общее внимание, и в 1821 году он был вызван в Кишинёв и утверждён в штате архиерейских певчих Кишиневской епархии, а по назначении в том же году епископа Дмитрия Сулимы архиепископом, приехал в Петербург и сначала думал вступить в духовный сан, но знакомство с директором Придворной певческой капеллы Бортнянским изменило его намерение. Бортнянский представил его императору Александру I: это было на пятый день после наводнения 1824 года. Октава Подгородинского произвела сильное впечатление на императора, и по его воле он был принят на службу в Придворную певческую капеллу. В 1834 году он совершил первую свою поездку за границу в свите государыни Александры Фёдоровны и 19-го ноября, в Берлине, был пожалован королем Прусским золотой табакеркой. Спустя четыре года он снова ездил за границу — на этот раз в Дармштадт, в свите государя-наследника Александра Николаевича. В 1844 году, по желанию наследника, Подгородинский был назначен инспектором всех полковых хоров гвардейской пехоты, а также и управляющим правым клиросом. В 1846 году он снова ездил за границу в свите великой княгини Ольги Николаевны, три года спустя был назначен управлять левым клиросом придворного хора, а в 1850 году стал главным наблюдателем хоров во всех военно-учебных заведениях. В 1856 и 1859 годах он ездил с императрицей Александрой Фёдоровной в Ниццу (за что был награждён золотыми часами), в 1864 году был уволен с полной пенсией, но сразу снова поступил на службу в Придворную певческую капеллу. В 1875 год, по случаю его пятидесятилетней службы в Придворной певческой капелле, был награжден орденом Св. Станислава 3-й степени. Несмотря на свой возраст, он оставался на службе до 4 апреля 1883 года, когда, ввиду окончательного расстройства здоровья, вторично вышел в отставку. Таким образом, он служил при пяти директорах: Д. С. Бортнянском, Д. М. Дубянском, Ф. П. Львове, А. Ф. Львове и Н. И. Бахметеве.
Был знаком с Н. В. Гоголем, В. А. Жуковским, Т. Г. Шевченко, Крыловым, Державиным, Тургеневым, Енохиным; с некоторыми из них был в дружеских отношениях.
Скончался в Петербурге 25 декабря 1883 (6 января 1884) года. Похоронен на Смоленском православном кладбище.

## Семья
Его сын, Николай Прокопьевич (1834 — после 1880), в 1842 году по желанию отца поступил в число малолетних певчих Придворной певческой капеллы, а по окончании «полного курса наук» был переведён в штат больших придворных певчих (1852) и произведён в коллежские регистраторы (1853). В 1858 году великий князь Константин Николаевич изъявил желание определить на открывшуюся в церкви Мраморного дворца дьяконскую вакансию «большого придворного певчего Николая Подгородинского 2-го». Перед хиротонией, 3 октября 1858 года Подгородинский вступил в брак с 16-летней дочерью умершего диакона Гатчинского собора Ольгой Иринеевной Великославинской (венчание состоялось в Исаакиевском кафедральном соборе) и 19 ноября 1858 года был рукоположён во дьякона к церкви Константиновского дворца епископом Ревельским Агафангелом. Первый ребёнок
умер в 1859 году сразу после рождения. После рождения, 1 апреля 1860 года, второго сына — Константина, 19 апреля скончалась супруга, а спустя год, 25 апреля 1862 года и сын. После увольнения из духовного звания, Подгородинский в ноябре 1862 года был назначен «учителем церковного пения девиц православного греко-российского вероисповедания при Александрийско-Мариинском институте» в Варшаве. Начавшееся восстание вынудило его вернуться в Петербург, где 23 января 1863 года в церкви Мраморного дворца он сочетался браком с 17-летней дочерью надворного советника Ивана Даниловича Плетнёва, Екатериной. В том же году, 21 ноября у них родился сын Николай, а ещё ранее, Подгородинский был принят в Певческий корпус «по найму, без всяких служебных прав и преимуществ, с производством ему содержания, присвоенного большим певчим 4-го оклада» и служил там до июля 1870 года, поступив на гражданскую службу. В семье родились ещё три дочери: 6 августа 1865 года — Анна; 27 ноября 1870 года — Мария; 22 февраля 1873 года — Вера.